# Вацлав Роубічек
Вацлав Роубічек (чеськ. Václav Roubíček; нар. 13 грудня 1967) — колишній чеський тенісист.
Найвищу одиночну позицію світового рейтингу — 135 місце досяг 28 жовтня 1991, парну — 401 місце — 21 травня 1990 року.

## Титули на челленджерах

### Одиночний розряд: (1)
| Ранг | Рік  | Турнір              | Покриття | Суперник  | Рахунок       |
| ---- | ---- | ------------------- | -------- | --------- | ------------- |
| 1.   | 1991 | Джакарта, Індонезія | Ґрунт    | Саймон Юл | 6–3, 3–6, 6–3 |